# Cayo Peraza
El Cayo Peraza es una de las islas más pequeñas del Parque nacional Morrocoy ubicado en Chichiriviche, en el estado venezolano de Falcón. posee abundante vegetación, rodeada de corales. Actualmente ofrece servicios de alquiler de toldos.
Este islote, de pequeño tamaño, es recomendando para quien busca un sitio más privado, tiene abundantes palmas, arenas blancas y sus aguas son tranquilas y cristalinas, sin embargo existen bastantes residuos coralinos en el fondo del mar, es ideal para relajarse.
Cayo Peraza, uno de los cayos más exclusivos y en ocasiones muy solitario, cuando hay oleaje es difícil llegar en peñeros pero no es imposible, no se puede pernoctar (acampar).